# Велике Село (Тьосовське сільське поселення)
Велике Село (рос. Великое Село) — присілок у Лузькому районі Ленінградської області Російської Федерації.
Населення становить 25 осіб. Належить до муніципального утворення Оредежське сільське поселення.

## Історія
Згідно із законом від 28 вересня 2004 року № 65-оз належить до муніципального утворення Оредежське сільське поселення.

## Населення
| 1838 | 1862 | 1928 | 1965 | 1997 | 2007 | 2010 |
| ---- | ---- | ---- | ---- | ---- | ---- | ---- |
| 117  | ↗121 | ↗254 | ↘79  | ↘23  | ↘9   | ↗25  |